# Liste der Monuments historiques in La Chapelle-de-Brain
Die Liste der Monuments historiques in La Chapelle-de-Brain führt die Monuments historiques in der französischen Gemeinde La Chapelle-de-Brain auf.

## Liste der Bauwerke
| Bezeichnung   | Beschreibung | Standort | Kennzeichnung | Schutzstatus | Datum | Bild |
| ------------- | ------------ | -------- | ------------- | ------------ | ----- | ---- |
| Moulin de Tru | Mühle        | (Lage)   | PA00090520    | Inscrit      | 1974  |      |

## Liste der Objekte
- Monuments historiques (Objekte) in La Chapelle-de-Brain in der Base Palissy des französischen Kultusministeriums